# ラブコメの掟〜こじらせ女子と年下男子〜
『ラブコメの掟〜こじらせ女子と年下男子〜』（ラブコメのおきて こじらせじょしととししただんし）は、2021年4月8日（7日深夜）から6月24日（23日深夜）まで、テレビ東京系深夜ドラマ枠「水ドラ25」で毎週木曜 1時10分 - 1時40分（水曜深夜）に放送されたテレビドラマ。主演はテレビ東京系連続ドラマ初主演となる栗山千明。
恋愛経験がゼロに等しい女性が、振られ続けっぱなしの後輩社員に恋愛指南をすることにより巻き起こるラブコメディ。

## あらすじ
大学時代に一瞬彼氏を持ったことがあるだけの恋愛偏差値ゼロの主人公・九条瑠璃（栗山千明）が、ひょんなことから、勤務する電子コミック編集部の後輩で中身も外見もパーフェクトな恋愛上級者なのに、なぜか翻意にされる真宮亮（小関裕太）に嘘の恋愛指南をすることになる。少女漫画のエピソードを頼りに恋愛経験豊富なアラサーを演じる瑠璃と、笑顔の下に本音を隠した亮が繰り広げる恋愛模様を描く。

## キャスト
九条瑠璃（くじょう るり）〈34〉
演 - 栗山千明
電子コミック編集部に勤務する容姿端麗なこじらせ女子。恋愛経験が豊富なように周囲に振る舞うが、実体験はほとんど無く、恋愛知識は全て漫画から得ている。
真宮亮（まみや りょう）〈27〉
演 - 小関裕太
瑠璃の後輩社員。中身も外見もパーフェクトなのに振られ続けている。
九条惇太（くじょう じゅんた）
演 - 草川拓弥（超特急）
瑠璃の弟。姉思いで、恋愛に関してアドバイスもする。
真宮賢治（まみや けんじ）
演 - 吉沢悠
亮の兄。
立花エリカ（たちばな えりか）
演 - 堀田茜
瑠璃の会社の役員。
野川未希（のがわ みき）
演 - 井筒しま
瑠璃の会社の後輩。

### ゲスト
第10話
五月女恵
演 - 江口のりこ
『ソロ活女子のススメ』とのクロスオーバー。

## スタッフ
- 脚本 - 大林利江子、鈴木裕那、青塚美穂
- 主題歌 - 倉木麻衣「Can you feel my heart」(NORTHERN MUSIC)[1][2][3]
- エンディングテーマ - SHE'S 「Spell On Me」(Virgin Music / UNIVERSAL MUSIC)[7]
- EDタイトル漫画 - 狩谷希
- 技術協力 - フォーチュン
- 美術協力 - 山崎美術
- 照明協力 - Kカンパニー
- プロデューサー - 森田昇　漆間宏一（テレビ東京）、金沢友也（テレパック）
- 監督 - 河原瑶（テレパック）
- 制作 - テレビ東京、テレパック
- 製作著作 - 『ラブコメの掟〜こじらせ女子と年下男子〜』製作委員会

## 放送日程
| 各話   | 放送日  | 脚本       |
| ------ | ------- | ---------- |
| 第1話  | 4月08日 | 大林利江子 |
| 第2話  | 4月15日 | 鈴木裕那   |
| 第3話  | 4月22日 | 鈴木裕那   |
| 第4話  | 4月29日 | 大林利江子 |
| 第5話  | 5月06日 | 青塚美穂   |
| 第6話  | 5月13日 | 青塚美穂   |
| 第7話  | 5月20日 | 鈴木裕那   |
| 第8話  | 5月27日 | 鈴木裕那   |
| 第9話  | 6月03日 | 青塚美穂   |
| 第10話 | 6月10日 | 河原瑶     |
| 第11話 | 6月17日 | 大林利江子 |
| 最終話 | 6月24日 | 大林利江子 |

## 放送局
| 放送期間                | 放送日時                     | 放送局       | 対象地域       | 備考   |
| ----------------------- | ---------------------------- | ------------ | -------------- | ------ |
| 2021年4月08日 - 6月24日 | 木曜 1:10 - 1:40（水曜深夜） | テレビ東京   | 関東広域圏     | 製作局 |
| 2021年4月08日 - 6月24日 | 木曜 1:10 - 1:40（水曜深夜） | テレビ北海道 | 北海道         |        |
| 2021年4月08日 - 6月24日 | 木曜 1:10 - 1:40（水曜深夜） | テレビ愛知   | 愛知県         |        |
| 2021年4月08日 - 6月24日 | 木曜 1:10 - 1:40（水曜深夜） | テレビ大阪   | 大阪府         |        |
| 2021年4月08日 - 6月24日 | 木曜 1:10 - 1:40（水曜深夜） | TVQ九州放送  | 福岡県         |        |
| 2021年5月26日 - 8月11日 | 水曜 1:28 - 1:58（火曜深夜） | 山陰放送     | 鳥取県・島根県 | TBS系  |